# Crotalus atrox
Crotalus atrox este o specie de șerpi din genul Crotalus, familia Viperidae, descrisă de Ralph O. Baird și Girard 1853. A fost clasificată de IUCN ca specie cu risc scăzut. Conform Catalogue of Life specia Crotalus atrox nu are subspecii cunoscute.